# Етідзен-Такефу
Станція Етідзен-Такефу (越前武生駅 Етідзен-Такефу-екі) — залізнична станція Залізниці Фукуй на лінії Фукубу, розташована в місті Етідзен, префектура Фукуй, Японія.

## Сполучення
Всі поїзди на лінії Фукубу зупиняються на станції Етідзен-Такефу. Біля східного виходу від розвʼязки йдуть кілька автобусних ліній. Також автобусні зупинки є біля західного виходу.

## Навколишня територія
- Різноманітні державні установи включно з будівлею міськради та муніципальною бібліотекою.
- Навпроти центрального виходу зі станції розташований супермаркет AL.PLAZA.
- У 250 метрах на південь розташована станція Такефу головної лінії Хокуріку компанії JR West.

## Історія
- 2 лютого 1924 року: Станцію відкрито під назвою Такефу-Сін (武生新駅 Такефу-Сін-екі)
- 1983 рік: Зведено нову будівлю станції
- 25 березня, 2010 року: Перейменовано на станцію Етідзен-Такефу